# Sheikha Maha Mansour al-Thani
Sheikha Maha Mansour Salman Jasim Al Thani é uma juíza catarense.
Al Thani é graduada pela Universidade do Qatar. Sua designação para a magistratura, em 2010, converteu-a na primeira juíza do Quatar. Em 2013, foi listada pela revista CEO Middle East como uma das 100 mulheres árabes mais poderosas.